# Fürstengräber von Marwedel

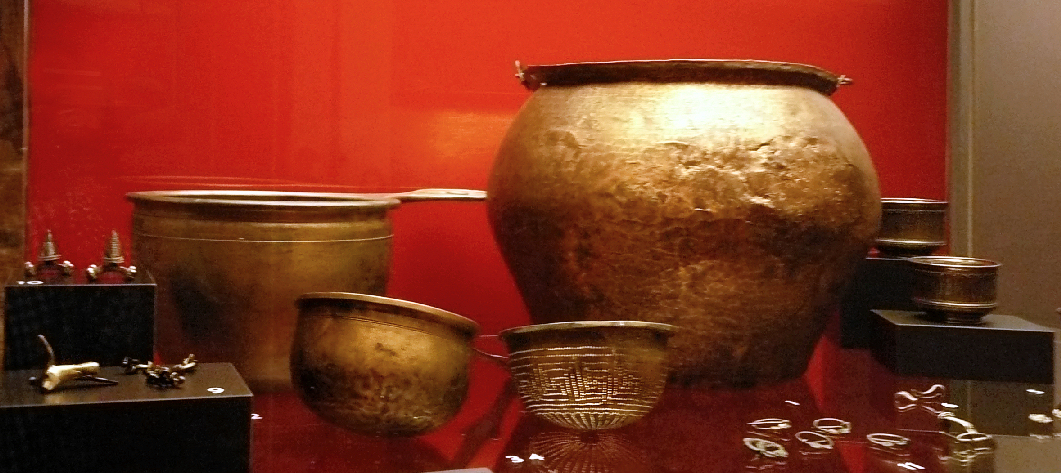
Inventar der Fürstengräber von Marwedel

Die Fürstengräber von Marwedel wurden bei der Ortschaft Marwedel der Stadt Hitzacker im nördlichen Teil des Landkreises Lüchow-Dannenberg in Niedersachsen gefunden. Dabei handelt es sich um bedeutende archäologische Funde der römischen Kaiserzeit in der Germania magna.

## Funde und Befunde
Südöstlich des Ortes Hitzacker wurden auf einer Anhöhe unweit der Mündung des Flusses Jeetzel in die Elbe beim Kiesabbau 1928 und 1944 zwei, vielleicht sogar drei reich ausgestattete Gräber entdeckt.

### Grab I
Grab I wurde 1928 vom staatlichen Vertrauensmann für vorgeschichtliche Altertümer, dem Architekten Franz Krüger, untersucht. Es befand sich in 2,0–2,30 m Tiefe unter der heutigen Grasnarbe und enthielt die Körperbestattung eines etwa 50 Jahre alten Mannes in NW-SO-Ausrichtung. Spuren einer Grabkammer fanden sich nicht, aber Holz- und Holzkohlereste sowie die Aufstellung der Gefäße lassen vermuten, dass der Tote ursprünglich in einem Baumsarg bestattet war, der sich im feuchten Boden nicht erhalten hat.
Bei dem Toten fanden sich mehrere silberne und bronzene Beschlagteile eines Gürtels, drei silberne Riemenzungen, die Bruchstücke eines Dolches oder eines längeren Messers mit Griffangel, zwei silberne Fibeln (Almgren IV/77 und Almgren Gruppe V/sog. Kniefibel), vier bronzene Ringfibeln, die zu einem Lederkoller gehört haben könnten, sowie mehrere Kleinteile aus Metall (Beschläge u. ä.). Mit ins Grab gelegt wurden dem Verstorbenen ein bronzener, so genannter Østlandeimer (Eggers 39), ein Becken (Eggers 100), eine Kasserolle (Eggers 142) sowie eine Kelle und ein Sieb (beide Eggers 162). In dem bronzenen Becken befanden sich zwei Trinkhörner, ein Holzgefäß, eine Schale und ein Pokal aus Ton. Des Weiteren enthielt das Grab Toilettengerät, Lederreste, die auf eine Tasche hindeuten, Metallreste, die vermutlich zu einem Schwert gehörten, sowie Schuhreste mit daran befindlichen Sporen, auf die vermutlich der Name der Erstpublikation 1928 von F. Krüger zurückzuführen ist.

### Grab II
Grab II wurde am 13. Juli 1944 von Spaziergängern unweit des ersten Grabes entdeckt und von dem Museumsdirektor Gerhard Körner untersucht.
Auch dieses Grab wies keine Reste des Sarges auf. An den Seiten und im Kopfbereich des Toten fand sich aber eine aus 165 Steinen bestehende Packung, die in das Grab und den ehemals vorhandenen Hohlraum verstürzt war. Die Grabgrube konnte somit mit einer Höhe von 80 cm und einer Grundfläche von 3,50 × 1,80 m gesichert werden. Von der Leiche war außer einigen Verfärbungen und den Resten von Zahnschmelz nichts erhalten. Dennoch konnte ihre Lage mit der Ausrichtung von SO (Kopf) nach NW rekonstruiert werden.
Der Tote trug auf seiner rechten Schulter eine silberne Kniefibel (Almgren V/Serie 9), die wohl einen Mantel hielt, mit dem er bekleidet war. Im linken Brustbereich fanden sich fünf Ringfibeln mit silberplattierten Endscheiben, die ähnlich wie in Grab 1 zu einem Lederpanzer gehört haben könnten. Des Weiteren befand sich in der Grabgrube ein 9,9 g schwerer goldener Fingerring.
Zu den Füßen des Verstorbenen waren das Metallgeschirr und Trinkgeräte aufgestellt worden. Es umfasste eine große bronzene Kasserolle (Eggers 142), zwei kleinere silberne Kasserollen (Eggers 153), zwei silberne Becher (Eggers 174), eine Kelle und ein Sieb (beide Eggers 160), einen bronzenen Eimer (Eggers 40), zwei Trinkhörner sowie zwei Glasgefäße. Des Weiteren sind die bronzenen Sporen, Reste eines Schuhs und Beschläge, die zu einer Ledertasche gehören zu nennen, ebenfalls aus dem Fußbereich des Toten.

### Grab III
Grab III ist lediglich durch zwei bronzene, silbertauschierte Sporen belegt, welche dem Museum des Fürstentums Lüneburg im Herbst 1937 durch einen Finder übergeben wurden, der sie in der Nähe des Grabes I gefunden hatte. Friedrich Laux stellte die Vermutung an, dass Grab I gerade im Fußbereich zu sorgfältig untersucht worden war, und da Grab II zu diesem Zeitpunkt noch nicht durch den Kiesabbau tangiert wurde, nahm er an, dass dieses Sporenpaar zu einem dritten, wohl nur peripher angeschnittenen Grab gehören könnte.

## Einordnung und Datierung
Die Art der Bestattung mit dieser Zeitstellung ist ungewöhnlich. Von den in der Nähe gelegenen Bestattungsplätzen der mittleren Kaiserzeit sind ausschließlich Brandbestattungen in Urnen oder anderen Behältnissen bekannt. Die Gräber auf dem Scharfenberg bei Marwedel heben sich deutlich durch ihre reichen Grabbeigaben ab, wobei Grab II noch üppiger ausgestattet war als Grab I. Das Grab I ist aufgrund der leider vergangenen Reste des Schwertes sowie der Cingulum-Teile, wenn auch mit unvollständiger Ausrüstung, noch den so genannten Kriegerbestattungen zuzurechnen. Für Grab II dagegen ist das Fehlen von Waffen sehr charakteristisch, dafür aber eine umso prächtigere Ausstattung mit Metallgeschirr. Relativchronologisch wird Grab II später als Grab I datiert. Aufgrund von Vergleichen der Fundstücke mit anderen Gräbern werden die Marwedeler Bestattungen zwischen den Beginn und die Mitte des 2. Jahrhunderts n. Chr. datiert.
Man ist geneigt, in der Gräbergruppe ein Verwandtschaftsverhältnis (Adelsfamilie) zu vermuten, was eine sozialgeschichtliche Bewertung ermöglichen würde. Demnach könnte mit Grab I um die Wende vom 1. zum 2. Jahrhundert die sich neu herausbildende, gehobene soziale Stellung des „Kriegeradels“ greifbar werden. Grab II repräsentiert dann in der nächsten Generation den Aufstieg der Familie in den Stand eines „Fürsten“.